# 吳肇華
吳肇華（？年—）為前臺灣女子籃球運動員，生長於南方澳，出身淡江中學與國立臺灣師範大學，就讀中學開始打籃球，1972年從國泰女籃退休，退休後擔任教職。